# Григорий Лепс
Григо́рий Лепс, с истинско име Григо́рий Ви́кторович Лепсвери́дзе (16 юли 1962, Сочи, СССР) е руски певец и текстописец от грузински произход.
В своето музикално творчество създава уникална амалгама между рок, поп, а в ранната си кариера и шансон. Известен е с ниския си, силен глас. Заслужил артист на Русия от 2011 г. и народен артист на Руската федерация от 2022 г.

## Биография

### Ранни години (1962 – 1992)
Лепс е роден в Сочи на 16 юли 1962 г. Неговият баща Виктор Антонович работи в предприятие за месопреработка, а майка му Натела Семьоновна работи в хлебозавод. Има една Етери Алавидзе.
Учи в Средно училище №7 в Сочи. По собствените му думи не се е отличавал с големи успехи в ученето. В детството си се занимава с футбол, музика, пее и свири на барабани в училищния оркестър. На 14 години постъпва в музикално училище, а специалността му е ударни инструменти. В началото на 80-те години служи в армията в Хабаровск, а в края на 80-те е солист в група „Индекс-398“.
В началото на 1990 г. Григорий Лепс работи в ресторант „1.3.7“ в хотела „Жемчужина“ в Сочи. Пропилява целите си хонорари за жени, напивания и игри в казино. А по онова време получава малки хонорари.

### Начало на кариерата (1992 – 1999)
Много известни изпълнители, които вечерят в ресторанта, в който Лепс пее, го съветват да се премести в столицата. По негови думи, Москва го посреща недружелюбно – не бил интересен на хората и започнал да пие и да употребява наркотици.
През 1994 г. записва първия си албум, който излиза през 1995 г. – песента „Натали“ от албума бързо придобива популярност. Лепс побързва да запише клип за песните „Натали“ и „Храни Вас Бог“, но поради напрежението от репетициите и концертите, здравето му се влошава. Озовава на болнично легло и никой не вярва, че състоянието му ще се подобри – докторите го предупреждават, че още една глътка алкохол може да бъде фатална за него. Но Бог му дава втори шанс.
През 1997 г. излиза вторият му албум, „Целая жизнь“, записан година по-рано. Тогава за пръв път взима участие във фестивала „Песни-года“.

## Благотворителност
На 16 юли 2013 г. Григорий Лепс празнува в Москва своя 51-ви рожден ден в компанията на 7000 гости, приятели и колеги. По-голямата част от средствата, събрани от продадените билети от благотворителния концерт, са дарени на онкологична болница в Балашиха.
През 2022 година се включва активно в пропагандната кампания на Владимир Путин в подкрепа на руското нападение над Украйна.

## Дискография
- 1995 – „Храни Вас Бог“
- 1997 – „Целая жизнь“
- 2000 – „Спасибо, люди“
- 2002 – „На струнах дождя“
- 2004 – „Парус. Песни Владимира Высоцкого“
- 2006 – „Лабиринт“
- 2006 – „В центре Земли“
- 2007 – „Второй. Песни Владимира Высоцкого“
- 2009 – „Водопад“
- 2011 – „Пенсне“
- 2012 – „Полный вперёд“
- 2014 – „Гангстер №1“
- 2017 – „ТыЧегоТакойСерьезный“

## Турнета и самостоятелни концерти
Самостоятелни концерти
- 2003 – Концерт-промоция „На струнах дождя...“, ГЦКЗ „Россия“
- 2004 – „Парус“, Държавен кремълски дворец
- 2005 – 10 лучших лет, ГЦКЗ „Россия“
- 2006 – Концерт-промоция „Лабиринт“, МХАТ им. Горького
- 2006 – Концерт-промоция „В центре Земли“, СК „Олимпийский“
- 2007 – Концерт-промоция „Вся жизнь моя – дорога…“, МХАТ им. Горького
- 2008 – „Слова“, МХАТ им. Горького
- 2009 – Концерт-промоция „Водопад“, ГКД, „СК Олимпийский“
- 2011 – Концерт-промоция „Научись летать“, Crocus City Hall
- 2011 – „Концерт в День рождения“, Crocus City Hall
- 2011 – „Берега чистого братства“, ГКД (съвместно с Александър Розменбаум)
- 2012 – Концерт-промоция „Полный вперёд!“, Crocus City Hall
- 2013 – „Благотворительный концерт“, Crocus City Hall
- 2014 – Концерт-промоция „Гангстер № 1“, Crocus City Hall
- 2014 – „Благотворительный концерт“, Crocus City Hall
- 2015 – „Весенние концерты“, Crocus City Hall
- 2015 – „Концерт в день рождения“, Crocus City Hall
- 2016 – „Я нравлюсь женщинам“, Crocus City Hall (съвместно с Сергей Лазарев, Емин Агаларов)

Концерти зад граница: Великобритания, ОАЕ, Германия, Украйна, Азербайджан